# Rik Mayall
Rik Mayall (født som Richard Michael Mayall den 7. marts 1958, Harlow, Essex, England, død 9. juni 2014, Barnes, London, England) var en engelsk komiker, skuespiller, stemmedubber og forfatter. Han er mest kendt for sit komiske samspil med skuespiller Adrian "Ade" Edmondson i tv-serierne Bottom og The Young Ones.

## Ekstern henvisning
- Rik Mayall på Internet Movie Database (engelsk)
- Rik Mayall på Filmdatabasen
- Rik Mayall på Scope
- Rik Mayall på Svensk Filmdatabas (svensk)
- Rik Mayall på AlloCiné (fransk)
- Rik Mayall på AllMovie (engelsk)
- Rik Mayall på Turner Classic Movies (engelsk)
- Rik Mayall på The Movie Database (engelsk)
- Rik Mayall på Behind The Voice Actors (engelsk)
- Rik Mayall på Encyclopædia Britannica Online (engelsk)